# Psychotria trichophoroides
Psychotria trichophoroides är en måreväxtart som beskrevs av Johannes Müller Argoviensis. Psychotria trichophoroides ingår i släktet Psychotria och familjen måreväxter. Inga underarter finns listade i Catalogue of Life.